# 渡辺直由 (政治家)
渡辺 直由（わたなべ なおよし、1945年（昭和20年）8月6日 - 2013年（平成25年）7月23日）は、日本の政治家。岐阜県美濃加茂市長。御代桜醸造五代目。
父親は美濃加茂市長や衆議院議員を務めた渡辺栄一。

## 経歴
岐阜県美濃加茂市出身。1968年（昭和43年）3月、慶應義塾大学経済学部卒業。美濃加茂商工会議所副会頭などを経て、愛知・岐阜・三重地区の商工会議所委員長、日本商工会議所理事、1997年（平成9年）10月から2005年（平成17年）7月まで岐阜県教育委員会委員を務め、この間2000年（平成12年）2月以降は委員長を務めた。
2005年（平成17年）8月、美濃加茂市長選挙に立候補し初当選。同年9月11日、市長に就任。2009年（平成21年）8月の市長選挙では無投票で再選した。
2013年（平成25年）4月19日、健康上の理由により辞意を表明。同年5月9日、美濃加茂市長を辞職。
同年7月23日、膀胱がんのため死去。
姉妹都市の豪・ダボ市より死去前の6月に名誉市民の称号を贈られた。

## 政策
- 美濃加茂市を中心に加茂郡の町村と連携する定住自立圏構想を推進。2009年（平成21年）10月には坂祝町との間で定住自立圏形成協定を締結し[10]、2011年（平成23年）には富加町、七宗町などとの間でも協定を締結している[11]。

- 「ひとにやさしいまちづくり」を市政基本構想に掲げ、市民の声を市政に反映する仕組みづくりに、タウンミーティング等、直接に市民の意見を聞くことを推進した。

- 市民へのユーザーエンパワーメント(施策権限の委譲)が、市政コスト削減・市民満足度の向上につながると、先進的に市政改革を進めた。

## 座右の銘
我以外皆我師(私以外の皆が私の師であるという謙虚さを失わないための言葉)、剣豪 宮本武蔵の言葉とされている。

## 市販書執筆
「日本の新しいかたち」 松波英寿 (著), 竹上亀代司 (著), 武山廣道 (著), 渡辺直由 (著), 篠田 暢之 (監修) 出版社: 戎光祥出版 (2012/3/30) ISBN 978-4864030618